# Hyperiidea
De Hyperiidea is een suborde van de orde Amphipoda (vlokreeftjes). Ze wordt onderverdeeld in de infraordes Physosomata en Physocephalata.

## Kenmerken
De meeste hyperiiden kunnen worden herkend aan de grote ogen die bijna de gehele kop bedekken. De eerste maxilles en vooral de maxillipeden zijn sterk gereduceerd in vergelijking met de suborde Gammaridea.

## Ecology
Hyperiidea leven uitsluitend in zee en zijn planktonisch. Het is een zeer diverse en polyfyletische groep. Deze van oorsprong benthische amphipoden hebben op termijn, nauw samenlevend met planktonische organismen, het pelagische milieu gekoloniseerd.
Ze zijn vooral geassocieerd met gelatineuze organismen zoals kwallen, staatkwallen, ribkwallen en salpen. Er komen verscheidene samenlevingsverbanden voor, zo zijn er zijn ectocommensalen, endocommensalen, micropredatoren en soorten die de gastheer enkel gebruiken als schuilplaats. Desondanks is de relatie bijna altijd nadelig voor de gastheer.